# Potwory i spółka
Potwory i spółka (ang. Monsters, Inc.) – amerykański pełnometrażowy film animowany w reżyserii Pete'a Doctera z 2001 roku wyprodukowany przez wytwórnię Pixar i Disney. Film został wykonany w technice trójwymiarowej. W lutym 2013 roku film trafił ponownie do kin, ale w wersji 3D. 5 lipca 2013 roku do kin trafił prequel o nazwie Uniwersytet potworny.

## Opis fabuły
Monstropolis to miasto, w którym żyją potwory: kudłate lub gładkie, jedno lub wielookie, duże i małe, różnobarwne, podobne do zwierząt lub roślin. W centrum miasta znajduje się fabryka Potwory i spółka, którą kieruje Henry Moczyknur. W jego fabryce zgromadzone są drzwi do innego świata – świata ludzi. Co noc oddziały potworów przedostają się przez owe drzwi do dziecięcych pokojów, by straszyć dzieci. Energia z ich krzyku jest gromadzona w specjalnych pojemnikach w fabryce Moczyknura, gdyż jest niezbędna do funkcjonowania miasta.
Najważniejszym potworem w całej fabryce jest James Sullivan, zwany Sulleyem. Jego pomocnikiem i przyjacielem jest Mike Wazowski, głównym rywalem – Randall. Ani Sulley, ani Mike, ani inne potwory nie są w istocie groźne. Wykonując swoją pracę, głęboko wierzą, iż dzieci są toksyczne i bezpośredni kontakt z nimi może mieć złe skutki. Z każdym rokiem dzieci coraz trudniej nastraszyć, niewiele jest rzeczy, których jeszcze się boją.
Pewnej nocy Sullivan trafia do pokoju małej dziewczynki, która nie wpada w przerażenie na jego widok. Za to panika ogarnia Sulleya, gdy mała postanawia bliżej się z nim zapoznać. Ciekawa wszystkiego dziewczynka wkracza za nim do fabryki. Sulley i Mike muszą się zaopiekować małą Boo, jak ją nazywają. Wkrótce przekonują się, że Boo wcale nie jest toksyczna i groźna, ale miła i wesoła. Przyjaciele próbują pomóc jej wrócić do świata ludzi, lecz nie mogą znaleźć w fabryce właściwych drzwi. Wpadają za to na trop spisku.

## Produkcja
- Film zrealizowany w technice animacji komputerowej wymagał 2,5 mln godzin przetwarzania danych.
- Na potrzeby filmu opracowano programy komputerowe pozwalające na realistyczne oddanie takich detali, jak futro, sierść, włosy czy falujące tkaniny, światłocienie, mgły albo śnieg.
- Realizacja filmu trwała cztery lata.

## Wersja polska
- Paweł Sanakiewicz – James „Sulley” P. Sullivan
- Wojciech Paszkowski – Michael „Mike” Wazowski
- Weronika Zakrzewska – Boo
- Sławomir Pacek – Randall Boggs
- Aleksander Bednarz – Henryk Moczyknur
- Małgorzata Kożuchowska – Celinka
- Krystyna Rutkowska-Ulewicz – Roz
- Krzysztof Stelmaszyk – Yeti
- Jarosław Boberek – Fąflak
- Artur Kaczmarski – Gamoń I
- Adam Bauman – Gamoń II
- Wojciech Machnicki – Brygadzista
- Agnieszka Kunikowska – Burdine Flint
- Tomasz Grochoczyński – Flegma
- Marcin Troński – Grześ